# Harbor View (Ohio)
Pour les articles homonymes, voir Harbor View.
Harbor View est un village américain situé dans le comté de Lucas, dans l'Ohio. Selon le recensement de 2010, sa population est de 123 habitants.